# Доктор Кто (9-й сезон)
Премьера девятого сезона британского научно-фантастического телесериала «Доктор Кто» состоялась 19 сентября 2015 года на канале BBC One с показа серии «Ученик волшебника», а заключительный эпизод «С дьявольским упорством» вышел в эфир 5 декабря 2015 года. Производство сезона возглавили ведущий сценарист и исполнительный продюсер Стивен Моффат совместно с исполнительным продюсером Брайаном Минчином. Сезон является девятым по счёту со времени возвращения сериала на экраны в 2005 году и тридцать пятым за всю его историю.
Это второй сезон с Питером Капальди в роли Двенадцатого Доктора — инопланетного Повелителя времени, путешествующего во времени и пространстве в ТАРДИС, имеющей вид британской полицейской будки 60-х годов XX века. Его спутницу Клару Освальд играет Дженна Коулман, для которой этот сезон стал третьим и последним. Мэйси Уильямс исполнила роль возвращающегося персонажа Эсхильды — девушки-викинга, которую Доктор сделал бессмертной, что отразится на событиях по ходу сезона. Сюжетной аркой сезона послужило пророчество о загадочном создании Гибриде, являющемся комбинацией двух великих воинских рас. Расследование этой тайны приводит Доктора на его родную планету Галлифрей, которая была утеряна с тех пор, как сериал вернулся в 2005 году, а в конце этого сезона возвращена обратно.
Стивен Моффат написал сценарии для четырёх серий и стал соавтором ещё двух. Другими авторами сценариев данного сезона являются Тоби Уитхауз, Джейми Мэтисон, Кэтрин Тригенна, Питер Харнесс, Марк Гейтисс и Сара Доллард. В производстве сезона участвовали четыре новых режиссёра и два ранее работавших над сериалом. Съёмочный процесс начался 5 января 2015 года и закончился 29 августа 2015 года. Девятый сезон был тепло встречен фанатами и критиками, многие из которых назвали его сильнейшим сезоном в сериале. Особой похвалой были отмечены работа сценаристов и режиссёров, структура сезона, а также актёрская игра Питера Капальди, Дженны Коулман и Мэйси Уильямс.

## Список серий
Сезон открывает двухсерийная история впервые со времени выхода шестого сезона в 2011 году. Также впервые в возрождённом сериале половина эпизодов сформирована в многосерийные истории; шесть из двенадцати эпизодов составляют три двухсерийные истории, оставшиеся шесть — одиночные.
| № | #                                | Название                                                                                 | Режиссёр                         | Сценарист                            | Зрителей (миллионов)             | Зрителей L+7 (миллионов)         | Дата выхода в эфир                | Индекс оценки (из 100)           |
| Рождественский спецвыпуск (2014) | Рождественский спецвыпуск (2014) | Рождественский спецвыпуск (2014)                                                         | Рождественский спецвыпуск (2014) | Рождественский спецвыпуск (2014)     | Рождественский спецвыпуск (2014) | Рождественский спецвыпуск (2014) | Рождественский спецвыпуск (2014)  | Рождественский спецвыпуск (2014) |
| --- | -------------------------------- | ---------------------------------------------------------------------------------------- | -------------------------------- | ------------------------------------ | -------------------------------- | -------------------------------- | --------------------------------- | -------------------------------- |
| 253 | —                                | «Последнее Рождество» «Last Christmas»                                                   | Пол Уилмсхёрст                   | Стивен Моффат                        | 8,28                             | 9,62                             | 25 декабря 2014                   | 82                               |
| Доктор и Клара встречают своё последнее Рождество. Кого звать, если вы застряли на арктической базе и на вас нападают ужасные существа? Санта-Клауса! |                                  |                                                                                          |                                  |                                      |                                  |                                  |                                   |                                  |
| 9 сезон |                                  |                                                                                          |                                  |                                      |                                  |                                  |                                   |                                  |
| 254 | 12                               | «Ученик волшебника» «Фамильяр ведьмы» «The Magician's Apprentice» «The Witch's Familiar» | Хетти Макдональд                 | Стивен Моффат                        | 6,54 5,71                        | 7,41 6,58                        | 19 сентября 2015 26 сентября 2015 | 84 83                            |
| Где Доктор? Когда небеса на Земле скованы загадочной инопланетной силой, Кларе нужен её друг. Но куда пропал Доктор, и от чего он прячется? Деяния прошлого настигают его, грядут встречи со старыми врагами, и выжить для Доктора и Клары не представляется возможным. Доктор оказался в ловушке в зловещем городе далеков, самом сердце империи зла — совсем один, без звуковой отвёртки, без ТАРДИС, и помощи ждать неоткуда. Сможет ли он устоять перед величайшим искушением, и будет ли проявлено милосердие?                                                                          |                                  |                                                                                          |                                  |                                      |                                  |                                  |                                   |                                  |
| 255 | 34                               | «На дне озера» «Перед потопом» «Under the Lake» «Before the Flood»                       | Дэниел О'Хара                    | Тоби Уитхауз                         | 5,63 6,05                        | 6,51 6,77                        | 3 октября 2015 10 октября 2015    | 84 83                            |
| Когда подводная база подвергается нападению, Доктору и Кларе предстоит спасти напуганную команду и разделаться с немыслимой угрозой. Но по какой причине происходят эти ужасные события? Может ли на самом деле быть, чтобы на них охотились призраки? В отдалённом военном городке грозный инопланетный военачальник Король-Рыбак приводит в действие хитрый план с целью обеспечить собственное выживание, последствия которого затронут всю Вселенную. Есть ли возможность их избежать? Удастся ли Доктору совершить невообразимое?                                                       |                                  |                                                                                          |                                  |                                      |                                  |                                  |                                   |                                  |
| 256 | 5                                | «Девочка, которая умерла» «The Girl Who Died»                                            | Эд Базалджетт                    | Джейми Мэтисон и Стивен Моффат       | 6,56                             | 7,19                             | 17 октября 2015                   | 82                               |
| Попав в плен к викингам, Доктор и Клара должны помочь защитить их деревню от космических воинов из будущего — майров. Учитывая недостаток людей и оружия исход можно предсказать заранее, так почему же Доктор так заинтригован одной-единственной девушкой-викингом? |                                  |                                                                                          |                                  |                                      |                                  |                                  |                                   |                                  |
| 257 | 6                                | «Женщина, которая выжила» «The Woman Who Lived»                                          | Эд Базалджетт                    | Кэтрин Тригенна                      | 6,11                             | 6,73                             | 24 октября 2015                   | 81                               |
| Англия, 1651 год. Беспощадный разбойник по прозвищу «Кошмар» и его пособник орудуют на тёмных улицах Лондона. Но наткнувшись на добычу не из этого мира, они сталкиваются лицом к лицу с Доктором. Кто же тот, с кем состоит в сговоре Кошмар? Сумеет ли Доктор избежать виселицы и защитить планету от ужасного предательства? |                                  |                                                                                          |                                  |                                      |                                  |                                  |                                   |                                  |
| 258 | 78                               | «Вторжение зайгонов» «Преображение зайгонов» «The Zygon Invasion» «The Zygon Inversion»  | Дэниел Неттхейм                  | Питер Харнесс и Стивен Моффат (258b) | 5,76 6,03                        | 6,49 6,48                        | 31 октября 2015 7 ноября 2015     | 82 84                            |
| До сих пор раса меняющих облик пришельцев зайгонов тайно проживала на Земле среди людей, неизвестная и никем не замечаемая. Доктор, Клара и ЮНИТ распределяют свои силы по всему миру в попытке освободить Осгуд, похищенную шайкой зайгонов. Удастся ли им вовремя спасти её и подавить восстание прежде, чем станет слишком поздно? Перевёртыши-зайгоны заполонили Соединённое Королевство, и нет никакого способа узнать, кому можно доверять. ЮНИТ нейтрализован, и теперь лишь Доктор стоит у них на пути. Но как остановить войну? И как Доктору спасти своих друзей?                  |                                  |                                                                                          |                                  |                                      |                                  |                                  |                                   |                                  |
| 259 | 9                                | «Не спите больше» «Sleep No More»                                                        | Джастин Молотников               | Марк Гэтисс                          | 5,61                             | 6,09                             | 14 ноября 2015                    | 78                               |
| Ход событий этой леденящей кровь истории был восстановлен по видеоматериалам, найденным в обломках космической станции Леверье. |                                  |                                                                                          |                                  |                                      |                                  |                                  |                                   |                                  |
| 260 | 10                               | «Узри ворона» «Face the Raven»                                                           | Джастин Молотников               | Сара Доллард                         | 6,05                             | 6,55                             | 21 ноября 2015                    | 84                               |
| Доктор и Клара вместе со своим старым приятелем Ригси оказываются в сказочном инопланетном мире, сокрытом на улице в сердце Лондона. В нём нашли убежище одни из самых ужасных созданий во Вселенной... а также Эсхильда. Нарушителям был вынесен смертный приговор, и не всем из них суждено выбраться живыми. |                                  |                                                                                          |                                  |                                      |                                  |                                  |                                   |                                  |
| 261 | 11                               | «Ниспосланный с небес» «Heaven Sent»                                                     | Рэйчел Талалэй                   | Стивен Моффат                        | 6,19                             | 6,92                             | 28 ноября 2015                    | 80                               |
| Оказавшись взаперти в доселе невиданном мире, Доктор сталкивается с величайшей задачей всех своих жизней. Последнее испытание. И пройти его ему придётся в полном одиночестве. Преследуемый жутким существом, известным как Покров, Доктор должен попытаться совершить невозможное. Если у него получится, Галлифрей ждёт. |                                  |                                                                                          |                                  |                                      |                                  |                                  |                                   |                                  |
| 262 | 12                               | «С дьявольским упорством» «Hell Bent»                                                    | Рэйчел Талалэй                   | Стивен Моффат                        | 6,17                             | 6,86                             | 5 декабря 2015                    | 82                               |
| На что способен Доктор, если лишить его всего, предать, пленить и разбить оба его сердца? Вернувшись на Галлифрей, Доктору предстоит сойтись с повелителями времени в борьбе, которая приведёт его в конец времени как такового. Кто такой Гибрид? И в чём заключается исповедь Доктора? |                                  |                                                                                          |                                  |                                      |                                  |                                  |                                   |                                  |
| Рождественский спецвыпуск (2015) |                                  |                                                                                          |                                  |                                      |                                  |                                  |                                   |                                  |
| 263 | —                                | «Мужья Ривер Сонг» «The Husbands of River Song»                                          | Дуглас Маккиннон                 | Стивен Моффат                        | 7,69                             | 8,27                             | 25 декабря 2015                   | 82                               |
| В далёкой человеческой колонии наступает Рождество, и Доктор прячется от колядок и оленьих рожек. Но когда экипаж потерпевшего крушение корабля обращается к нему за помощью, Доктор вместе с отрядом Ривер Сонг бросается в стремительную и безумную погоню по галактике. Король Гидрофлакс в ярости, его огромный робот-телохранитель вышел из-под контроля и собирается всех прикончить! Удастся ли Нардолу выжить? И когда Ривер наконец узнает Доктора? Всё выяснится на звёздном лайнере, полном галактических суперзлодеев, в пункте назначения, которого Доктор очень долго избегал. |                                  |                                                                                          |                                  |                                      |                                  |                                  |                                   |                                  |

### Приквелы
Оба мини-эпизода являются приквелами к серии «Ученик волшебника».
| Название | Продолжительность | Режиссёр         | Сценарист     | Дата выхода                      |
| --- | ----------------- | ---------------- | ------------- | -------------------------------- |
| «Пролог» «Prologue» | 2 минуты          | Хетти Макдональд | Стивен Моффат | 11 сентября 2015                 |
| Доктор вновь оказывается на Карне и просит Сестёр передать его последнюю волю старому другу, а также присмотреть за Вселенной, когда его не будет. |                   |                  |               |                                  |
| «Медитация Доктора» «The Doctor's Meditation» | 6 минут           | Эд Базалджетт    | Стивен Моффат | 15 сентября 2015 (в кинотеатрах) |
| Доктору предстоит отправиться на свою последнюю битву, однако он оттягивает этот момент, пребывая в Англии XII века.                               |                   |                  |               |                                  |

## Актёрский состав
Девятый сезон стал вторым по счёту для Питера Капальди, играющего двенадцатое воплощение Доктора. Дженна Коулман сыграла в своём третьем и последнем сезоне роль Клары Освальд.
В Doctor Who Magazine было подтверждено, что Мишель Гомес вернётся в роли Мисси, женского воплощения Мастера, которая была главным антагонистом восьмого сезона. В феврале 2015 года стало известно, что Мисси появится в двухсерийной истории «Ученик волшебника»/«Фамильяр ведьмы», открывающей сезон.
В январе 2015 года было объявлено об участии Пола Кэя в первом съёмочном блоке. Позже к нему присоединились Аршер Али, Морвен Кристи, Нил Финглтон, Софи Стоун и Стивен Робертсон.
Джемма Редгрейв вернулась в роли дочери Бригадира Летбриджа-Стюарта Кейт Стюарт в нескольких эпизодах. Было подтверждено о появлении Келли Хантер, Джей Гриффитс и Клэр Хиггинс в открывающей серии. Хантер прежде сыграла роль Архитектора Прокламации теней в серии «Украденная Земля», тогда как Хиггинс исполнила роль верховной жрицы Сестёр Карна Охилы в мини-эпизоде «Ночь Доктора». Другими приглашёнными актёрами стали Джейми Рид-Куоррелл, Дэниел Хоффман-Гилл и Джои Прайс.
30 марта стало известно, что в съёмках примут участие Мэйси Уильямс, Руфус Хаунд, Том Стуртон, Эрион Бакаре и Струан Роджер. 19 апреля объявили, что актёр Дэвид Скофилд исполнит роль бога Одина. 8 мая стало известно о возвращении Ингрид Оливер в роли Осгуд в двухсерийной истории с зайгонами «Вторжение зайгонов»/«Преображение зайгонов», несмотря на гибель её персонажа в предыдущем сезоне. 4 июня было объявлено, что во «Вторжении зайгонов» также появится Ребекка Фронт, игравшая с Питером Капальди в телесериале «Гуща событий». 10 июня объявили, что Джойван Уэйд вернётся в роли Ригси из серии «Плоскость». 5 августа стало известно, что Рис Ширсмит сыграет в эпизоде Марка Гэтисса «Не спите больше». Робин Соанс получил роль в эпизоде «Узри ворона», до этого появлявшийся в серии «Хранитель Тракена».
Джулиан Блич вновь вернулся к роли создателя далеков Давроса, в последний раз появлявшийся в финале четвёртого сезона «Украденная Земля»/«Конец путешествия». 28 сентября было объявлено, что фронтмен группы Slipknot Кори Тейлор примет участие в съёмках эпизода «Перед потопом» в качестве рёва Короля-Рыбака.

## Производство

### Сценарии и разработка
Вскоре после окончания восьмого сезона Стивен Моффат заявил, что начал работу над открывающей историей для девятого сезона. Чуть позже стало известно, что одну из серий напишет Кэтрин Тригенна, в прошлом работавшая над «Торчвудом». Ещё до премьеры восьмого сезона в выпуске Doctor Who Magazine № 475 Моффат обещал устроить огромный клиффхэнгер в предпоследней серии данного сезона.
Поскольку дата выхода этого сезона пришлась на 10-летний юбилей возрождённого «Доктора Кто», BBC совместно с Моффатом, который делает это каждый год, попросили бывшего главного сценариста и исполнительного продюсера Расселла Ти Дейвиса вновь поработать над сериалом, однако тот дал вежливый отказ. Дейвис также поделился мыслями, что благодаря успеху возрождённого шоу, его теперь больше не смогут когда-либо закрыть. Однако несмотря на комментарии, данные Radio Times, в интервью на радио BBC 2 неделю спустя Дейвис заявил, что всё же заинтересован в написании «Доктора Кто», в частности фильма.
В январе 2015 года было объявлено, что сценаристом первого производственного блока стал Тоби Уитхауз, прежде написавший для сериала четыре эпизода. 14 марта Марк Гейтисс подтвердил, что напишет одну серию для сезона. 30 марта объявили, что Джейми Мэтисон, работавший над двумя эпизодами предыдущего сезона, станет автором «Девочки, которая умерла» совместно с Моффатом. В мае стало известно о возвращении Питера Харнесса, писавшего эпизод для восьмого сезона, который выступит сценаристом двухсерийной истории. Также над сезоном поработает новая сценаристка Сара Доллард, которая напишет десятую серию.
Шесть из двенадцати эпизодов были сформированы в двухсерийные истории, что позволило узреть возвращение клиффхэнгеров. Моффат также заметил, что некоторые эпизоды просто связаны, но не представляют собой двухсерийки в традиционном понимании.
В апреле 2015 года Стивен Моффат подтвердил, что сериал будет идти как минимум на протяжении ещё пяти лет, тем самым продлевая его до 2020 года.

### Съёмки
Съёмки девятого сезона начались 5 января 2015 года в Кардиффе с серий «На дне озера» и «Перед потопом», составивших первый съёмочный блок. Первая читка сценария состоялась 18 декабря 2014 года.
В начале января 2015 года появилась информация о том, что режиссёр Дэниел О’Хара снимет два 50-минутных эпизода для сезона, что позднее подтвердил официальный сайт сериала. Режиссёром второго съёмочного блока, куда вошли серии, открывающие сезон, выступила Хетти Макдональд, прежде снявшая серию третьего сезона «Не моргай». Съёмки прошли в феврале на острове Тенерифе, Испания. 30 марта стало известно, что Эд Базалджетт срежиссирует два эпизода, один по сценарию Джейми Мэтисона и Стивена Моффата, а другой — Кэтрин Тригенны. 8 мая было объявлено о начале съёмок двухсерийной истории Питера Харнесса под руководством Дэниела Неттхейма. 10 июня стартовали съёмки серии «Узри ворона», написанной Сарой Доллард и срежиссированной Джастином Молотниковым. 1 июля было подтверждено, что Рэйчел Талалэй вернётся и снимет финальные эпизоды сезона, съёмки которых прошли в июле и августе. Команда сериала посетила остров Фуэртевентура (Испания) в конце августа для съёмок внешних сцен для этих двух эпизодов. Съёмочный процесс сезона завершился 29 августа 2015 года.
Производственные блоки в хронологическом порядке:
| Блок | Эпизод                                              | Режиссёр           | Сценарист                                      | Продюсер     |
| ---- | --------------------------------------------------- | ------------------ | ---------------------------------------------- | ------------ |
| X    | «Последнее Рождество»                               | Пол Уилмсхёрст     | Стивен Моффат                                  | Пол Фрифт    |
| 1    | «На дне озера» «Перед потопом»                      | Дэниел О’Хара      | Тоби Уитхауз                                   | Дерек Ричи   |
| 2    | «Ученик волшебника» «Фамильяр ведьмы»               | Хетти Макдональд   | Стивен Моффат                                  | Питер Беннет |
| 3    | «Девочка, которая умерла» «Женщина, которая выжила» | Эд Базалджетт      | Джейми Мэтисон и Стивен Моффат Кэтрин Тригенна | Дерек Ричи   |
| 4    | «Вторжение зайгонов» «Преображение зайгонов»        | Дэниел Неттхейм    | Питер Харнесс Питер Харнесс и Стивен Моффат    | Питер Беннет |
| 5    | «Узри ворона»                                       | Джастин Молотников | Сара Доллард                                   | Никки Уилсон |
| 6    | «Ниспосланный с небес»                              | Рэйчел Талалэй     | Стивен Моффат                                  | Питер Беннет |
| 7    | «Не спите больше»                                   | Джастин Молотников | Марк Гэтисс                                    | Никки Уилсон |
| 8    | «С дьявольским упорством»                           | Рэйчел Талалэй     | Стивен Моффат                                  | Питер Беннет |
| X    | «Мужья Ривер Сонг»                                  | Дуглас Маккиннон   | Стивен Моффат                                  | Никки Уилсон |

## Рекламная кампания
9 июля 2015 года был выпущен первый трейлер к сезону с подтверждением даты выхода первой серии «Ученик волшебника». В тот же день Питер Капальди, Дженна Коулман, Мишель Гомес и Стивен Моффат появились на San Diego Comic-Con International в поддержку сезона. 12 августа вышел второй трейлер к сезону. 11 сентября в Сети стал доступен мини-эпизод, служащий прологом к сезону. Приквел «Медитация Доктора» был эксклюзивно показан в кинотеатрах с прокатом финальных серий предыдущего сезона.

## Показ

### Рейтинги
| №  | Название                  | Дата выхода в эфир | Начальный рейтинг  | Начальный рейтинг | Сводный рейтинг    | Сводный рейтинг | Всего зрителей (миллионов) | Индекс оценки | Прим.               |
| №  | Название                  | Дата выхода в эфир | Зрители (миллионы) | Место             | Зрители (миллионы) | Место           | Всего зрителей (миллионов) | Индекс оценки | Прим.               |
| -- | ------------------------- | ------------------ | ------------------ | ----------------- | ------------------ | --------------- | -------------------------- | ------------- | ------------------- |
| —  | «Последнее Рождество»     | 25 декабря 2015    | 6,34               | 7                 | 1,94               | 6               | 8,28                       | 82            | [ 1 ] [ 55 ] [ 56 ] |
| 1  | «Ученик волшебника»       | 19 сентября 2015   | 4,58               | 1                 | 1,96               | 4               | 6,54                       | 84            | [ 1 ] [ 55 ] [ 57 ] |
| 2  | «Фамильяр ведьмы»         | 26 сентября 2015   | 3,7                | 5                 | 2,01               | 8               | 5,71                       | 83            | [ 1 ] [ 55 ] [ 58 ] |
| 3  | «На дне озера»            | 3 октября 2015     | 3,7                | 5                 | 1,93               | 10              | 5,63                       | 84            | [ 1 ] [ 55 ] [ 59 ] |
| 4  | «Перед потопом»           | 10 октября 2015    | 4,38               | 4                 | 1,67               | 8               | 6,05                       | 83            | [ 1 ] [ 55 ] [ 60 ] |
| 5  | «Девочка, которая умерла» | 17 октября 2015    | 4,84               | 2                 | 1,71               | 11              | 6,56                       | 82            | [ 1 ] [ 55 ] [ 61 ] |
| 6  | «Женщина, которая выжила» | 24 октября 2015    | 4,34               | 3                 | 1,77               | 10              | 6,11                       | 81            | [ 1 ] [ 55 ] [ 62 ] |
| 7  | «Вторжение зайгонов»      | 31 октября 2015    | 3,87               | 5                 | 1,89               | 11              | 5,76                       | 82            | [ 1 ] [ 55 ] [ 63 ] |
| 8  | «Преображение зайгонов»   | 7 ноября 2015      | 4,13               | 7                 | 1,9                | 9               | 6,03                       | 84            | [ 1 ] [ 55 ] [ 64 ] |
| 9  | «Не спите больше»         | 14 ноября 2015     | 4                  | 6                 | 1,61               | 14              | 5,61                       | 78            | [ 1 ] [ 55 ] [ 65 ] |
| 10 | «Узри ворона»             | 21 ноября 2015     | 4,42               | 5                 | 1,63               | 10              | 6,05                       | 84            | [ 1 ] [ 55 ] [ 66 ] |
| 11 | «Ниспосланный с небес»    | 28 ноября 2015     | 4,51               | 6                 | 1,68               | 7               | 6,19                       | 80            | [ 1 ] [ 55 ] [ 67 ] |
| 12 | «С дьявольским упорством» | 5 декабря 2015     | 4,8                | 5                 | 1,37               | 10              | 6,17                       | 82            | [ 1 ] [ 55 ] [ 68 ] |
| —  | «Мужья Ривер Сонг»        | 25 декабря 2015    | 5,77               | 7                 | 1,92               | 6               | 7,69                       | 82            | [ 1 ] [ 55 ] [ 69 ] |

### Издания на DVD и Blu-ray
Рождественский спецвыпуск «Последнее Рождество» вышел отдельным DVD и Blu-ray-изданием 26 января 2015 года. Первые шесть серий сезона были выпущены на DVD и Blu-ray 2 ноября (Регион 2), 3 ноября (Регион 1) и 4 ноября 2015 года (Регион 4). Помимо них издание также включает в себя три выпуска программы «Доктор Кто: Дополнительно». Релиз оставшихся шести эпизодов состоялся 4 января (Регион 2), 26 января (Регион 1) и 13 января 2016 года (Регион 4). Издание полного девятого сезона, включающее спецвыпуски «Последнее Рождество» и «Мужья Ривер Сонг», увидело свет 7 марта (Регион 2), 5 апреля (Регион 1) и 9 марта 2016 года (Регион 4).
| Доктор Кто: Полный девятый сезон | | | | | |
| Информация об издании | Информация об издании | Дополнительный контент | Дополнительный контент | Дополнительный контент | Дополнительный контент |
| - 14 эпизодов - Включая «Последнее Рождество» и «Мужья Ривер Сонг» - Набор из 7 дисков (DVD) Набор из 6 дисков (Blu-ray) - Формат изображения 16:9 - Английские субтитры | - 14 эпизодов - Включая «Последнее Рождество» и «Мужья Ривер Сонг» - Набор из 7 дисков (DVD) Набор из 6 дисков (Blu-ray) - Формат изображения 16:9 - Английские субтитры | - Комментарии к эпизодам «На дне озера»/«Перед потопом», «Женщина, которая выжила» и «Не спите больше» - Трейлеры к сезону, «Медитация Доктора» и «Пролог» - Удалённые сцены - Краткий обзор 8 сезона - Панель на San Diego Comic-Con International - Интервью с Питером Капальди и Дженной Коулман, взятое Уилом Уитоном - Выпуски «Доктор Кто: Дополнительно» - 6 документальных эпизодов | - Комментарии к эпизодам «На дне озера»/«Перед потопом», «Женщина, которая выжила» и «Не спите больше» - Трейлеры к сезону, «Медитация Доктора» и «Пролог» - Удалённые сцены - Краткий обзор 8 сезона - Панель на San Diego Comic-Con International - Интервью с Питером Капальди и Дженной Коулман, взятое Уилом Уитоном - Выпуски «Доктор Кто: Дополнительно» - 6 документальных эпизодов | - Комментарии к эпизодам «На дне озера»/«Перед потопом», «Женщина, которая выжила» и «Не спите больше» - Трейлеры к сезону, «Медитация Доктора» и «Пролог» - Удалённые сцены - Краткий обзор 8 сезона - Панель на San Diego Comic-Con International - Интервью с Питером Капальди и Дженной Коулман, взятое Уилом Уитоном - Выпуски «Доктор Кто: Дополнительно» - 6 документальных эпизодов | - Комментарии к эпизодам «На дне озера»/«Перед потопом», «Женщина, которая выжила» и «Не спите больше» - Трейлеры к сезону, «Медитация Доктора» и «Пролог» - Удалённые сцены - Краткий обзор 8 сезона - Панель на San Diego Comic-Con International - Интервью с Питером Капальди и Дженной Коулман, взятое Уилом Уитоном - Выпуски «Доктор Кто: Дополнительно» - 6 документальных эпизодов |
| Даты выхода на DVD | | | | | |
| Регион 1 | Регион 1 | Регион 2 | Регион 2 | Регион 4 | Регион 4 |
| 5 апреля 2016 года | 5 апреля 2016 года | 7 марта 2016 года | 7 марта 2016 года | 9 марта 2016 года | 9 марта 2016 года |

## Критика и отзывы
Девятый сезон удостоился положительной реакции критиков. Сезон имеет 90 % рейтинг на агрегаторе рецензий Rotten Tomatoes со средней оценкой 8,27 из 10 на основе 17 обзоров. Сезон выиграл ежегодно вручаемую сайтом премию Golden Tomato Award, заняв первое место в категории «лучшие отзывы критиков о фантастическом, фэнтези или хоррор-сериале». Отзывы к отдельным сериям также оказались преимущественно положительными, с рейтингом от 80 % до 95 %. Особое одобрение критики выразили в сторону серии «Ниспосланный с небес», назвав ставший классикой эпизод одним из лучших не только в своём сезоне, но и во всём сериале. Эпизод Марка Гэтисса «Не спите больше» вызвал неоднозначную реакцию, собрав 61 % положительных рецензий, всё же считаясь по меркам сайта «свежим».
В своих обзорах к различным сериям сезона многие критики отозвались о девятом сезоне как о лучшем в сериале. IGN назвал его «очень сильным сезоном „Доктора Кто“ — возможно лучшим в возрождённом сериале». New York Magazine заявил, что это был «во многом блестящий сезон, возможно даже лучший с момента возвращения шоу на экраны». Подводя итоги, The A.V. Club утверждал, что «„Доктор Кто“ снова на высоте, и данный сезон представляет собой лучшую комбинацию разума и сердца этого шоу», в то время как TV Equals назвал девятый сезон одним из лучших за последние несколько лет.

## Саундтрек
Официальный саундтрек, написанный композитором сериала Мюрреем Голдом, был выпущен студией Silva Screen Records 27 апреля 2018 года. Музыкальное сопровождение ко всем 12 эпизодам сезона содержится на четырёх дисках издания, один из которых полностью посвящён серии «Ниспосланный с небес», а последний включает музыку из рождественского спецвыпуска «Мужья Ривер Сонг».